# Melilla La Nueva
Melilla La Nueva, o Ensanche di Melilla, è l'ampliamento della città spagnola di Melilla che ebbe inizio nel XIX secolo, ma si sviluppò particolarmente nel XX secolo.

## Storia
A partire dalla fine del XIX secolo, Melilla entrò in un periodo di grande sviluppo che portò alla creazione di una città moderna, diventando la seconda città spagnola, dopo Barcellona, con la maggiore rappresentazione dell'arte modernista, nonché il maggiore esempio di modernismo in Africa.
Ci sono più di mille edifici catalogati che fanno parte del Complesso Storico Artistico della città di Melilla, dichiarato Bene di Interesse Culturale, situati nel centro del nuovo quartiere e nei suoi quartieri periferici. Molti di questi edifici sono progettati dall'architetto della Scuola di Barcellona stabilito a Melilla, Enrique Nieto y Nieto, che ha creato un ampio numero di opere moderniste come seguace dell'architetto Lluís Domènech i Montaner. I suoi edifici modernisti sono spesso caratterizzati da decorazioni floreali. Altri autori modernisti di Melilla furono Emilio Alzugaray Goicoechea e Tomás Moreno Lázaro. Negli anni Trenta, l'Art déco influenzò l'architettura della città, con architetti come Francisco Hernanz Martínez e Lorenzo Ros Costa che realizzarono edifici spettacolari nei vari quartieri.

## Fortificazioni esterne
Le fortificazioni, come il Forte dei Camelli, il Fortino di Reina Regente, il Forte di Cabrerizas Altas e il Forte di Rostrogordo, furono costruite nella seconda metà del XIX secolo in uno stile neomedievale piuttosto grazioso che, sebbene progettato come difesa contro le tribù berbere, ha un aspetto più ornamentale che funzionale.

## Architettura storica
Numerosi edifici pubblici e religiosi sono stati costruiti in stili storicisti, come la Chiesa del Sacro Cuore di Gesù (1911-1918), la Cappella Castrense (1920-1923), la Capilla del Cristo Rey (1939-1941), il Colegio del Buen Consejo, la Moschea Centrale, e la Casa dei Cristalli.

## Eclettismo
Lo stile eclettico in Melilla è caratterizzato dall'unione di elementi diversi, arricchiti con ornamenti e dettagli in ferro battuto. Esempi significativi di architettura eclettica includono l'Edificio Metropol, il Gruppo di Scuole Miste Alfonso XIII e il Mercato del Polígono.

## Modernismo
L'architettura modernista, che rappresenta la vera essenza della città, è definita da un'incredibile varietà ornamentale e colorata. Tra gli edifici più rappresentativi ci sono la Casa di Manuel Buxedas Aupi, la Casa di Antonio Baena Gómez, il Casinò Spagnolo e l'Antica Redazione di El Telegrama del Rif.

## Art Déco
L'architettura Art Déco, che si sviluppò negli anni '30, ha avuto una grande influenza su Melilla, con opere come il Monumental Cinema Sport (1930-1932), il Teatro Kursaal-Fernando Arrabal e il Palacio dell'Assemblea di Melilla (1932) progettato da Enrique Nieto.

## Razionalismo
Il razionalismo si riflette in edifici come la sede del Banco de España e la Casa di Amrram J. Wahnon, con un design sobrio e geometrico.

## Architettura industriale
L'architettura industriale di Melilla include strutture come il Ponte del Mineral, il Viadotto della CEMR e i magazzini di minerale.

## Architettura moderna
Esempi di architettura moderna includono le Torri V Centenario e l'Edificio Chacel.

## Cimitero Municipale della Purísima Concepción
Questo cimitero, situato nella Plaza del Cementerio, è il principale della città e fu inaugurato nel 1892. Contiene numerosi monumenti, tra cui il Panteón Margallo e il Panteón degli Eroi.

## Monumenti e sculture
Melilla è anche nota per i suoi monumenti commemorativi, come il Monumento agli Eroi di Taxdirt, il Monumento agli Eroi e Martiri delle Campagne e la Statua del Comandante della Legione Francisco Franco.

## Piazze e parchi
Le piazze principali della città includono la Plaza de España e la Plaza Menéndez Pelayo. Tra i parchi più importanti ci sono il Parco Hernández, il Parco Lobera e il Parco Forestale Juan Carlos I Rey.